# 예수의 할례

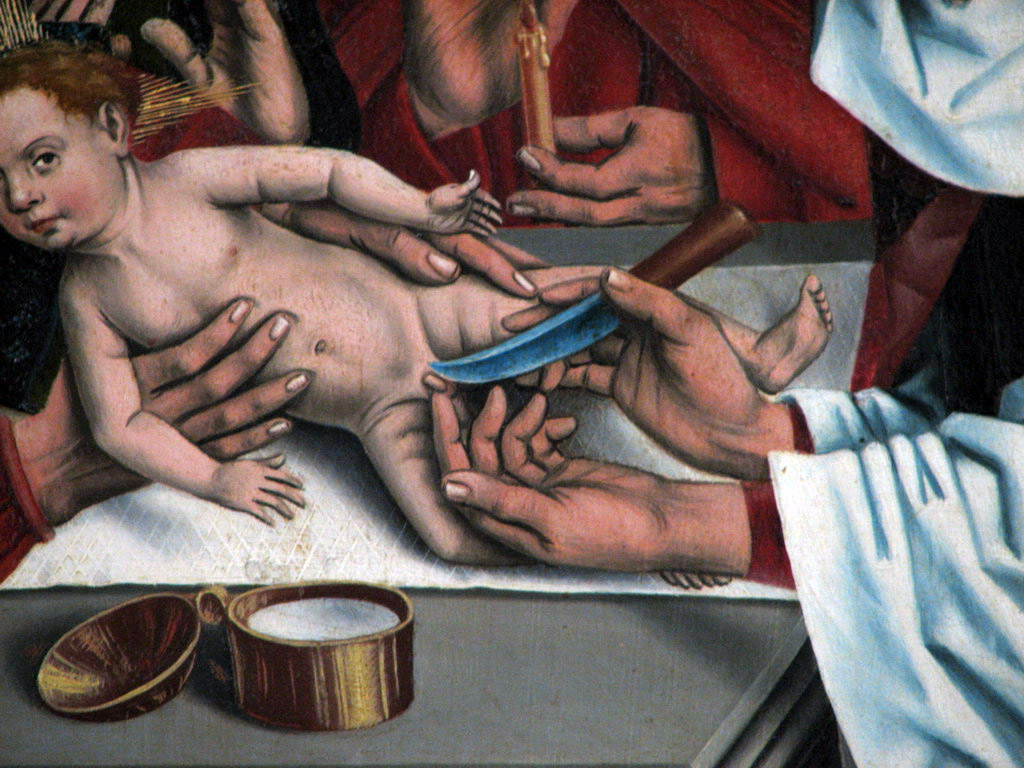
프리드리히 헤린이 그린 그리스도의 할례

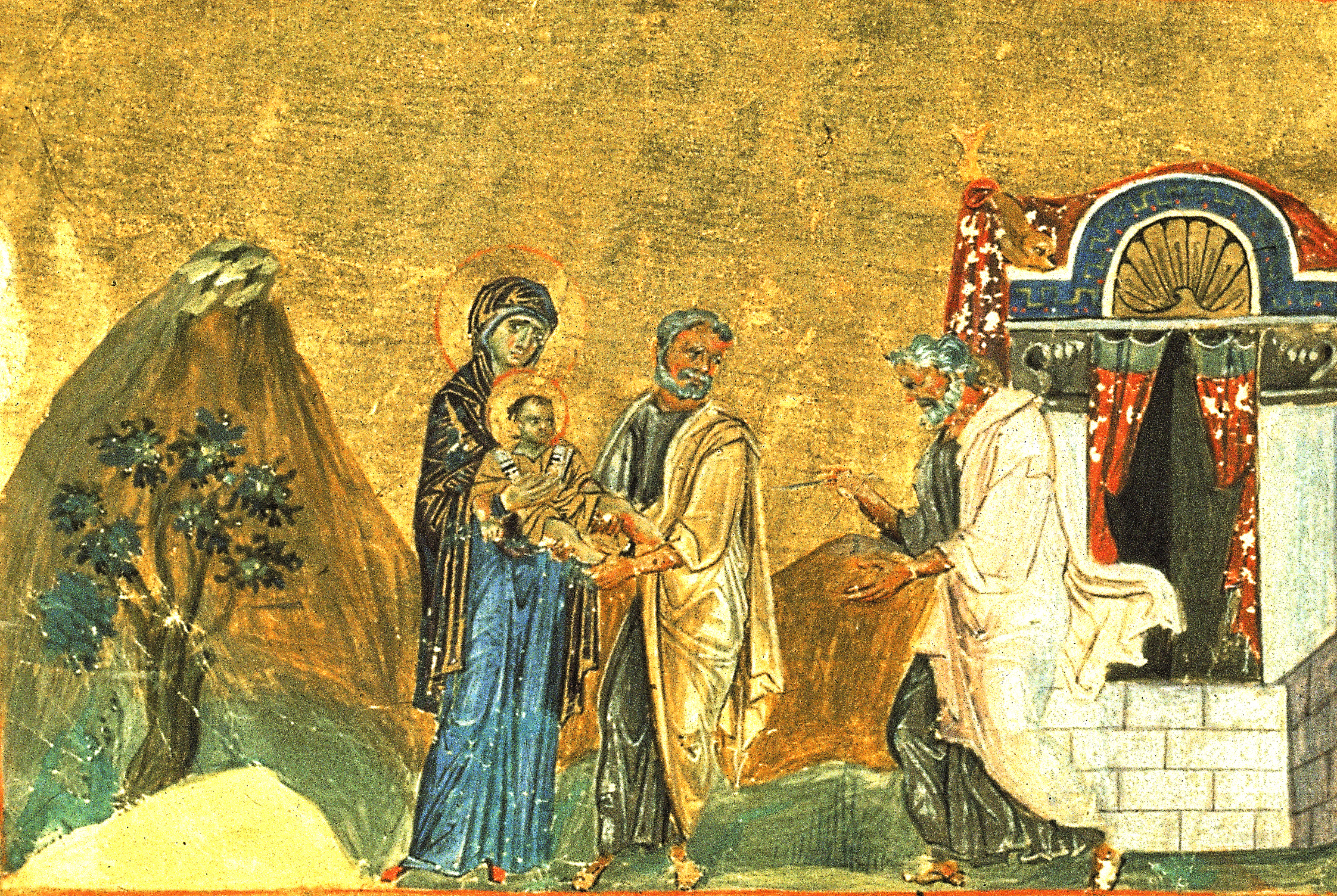
바실 II 의 메노로기온에 있는 모습

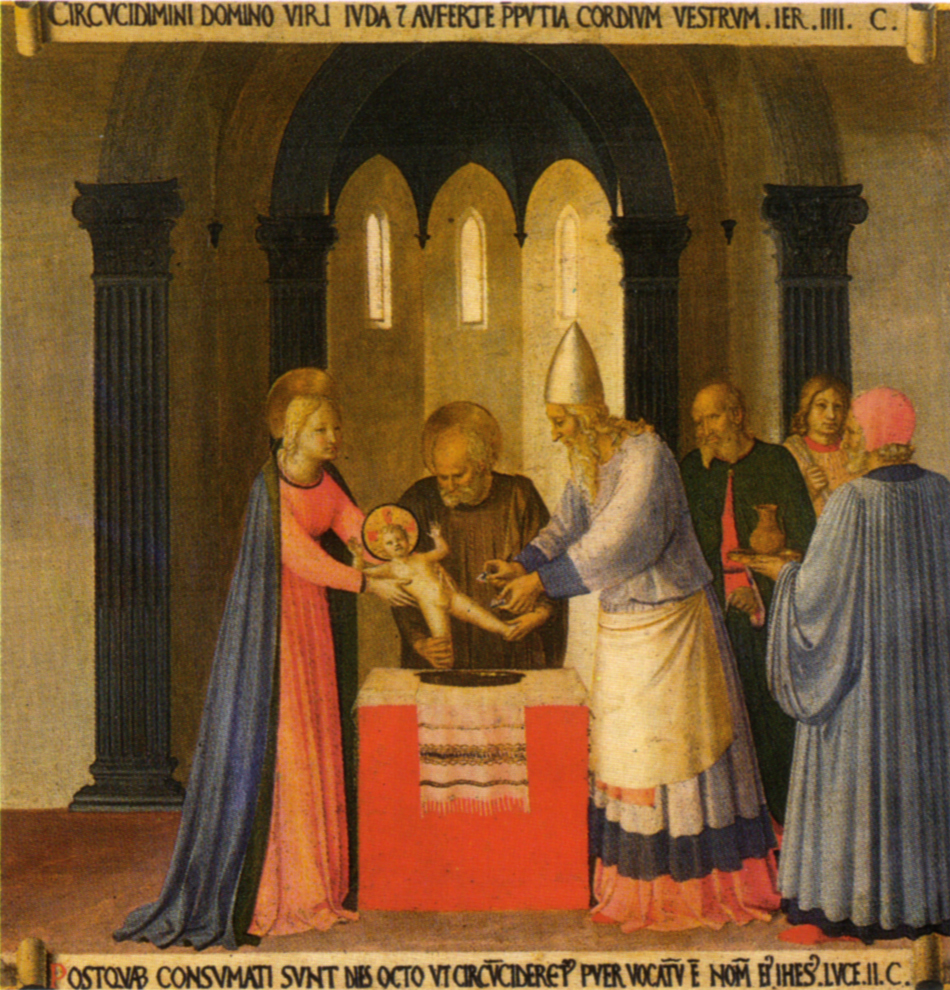
프라 앵겔리코가 그린 예수의 할례 1450년 경

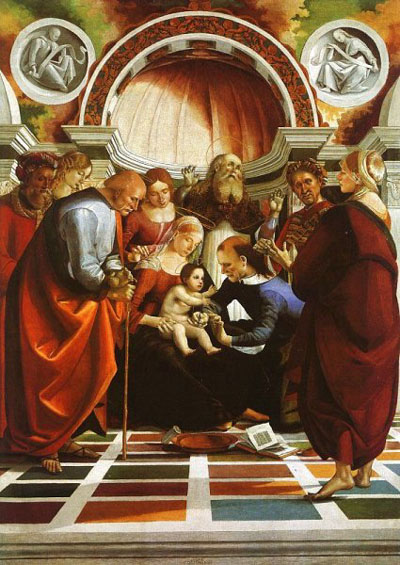
누카 시그노레리가 그린 그리스도의 할례 1491년 경

예수의 할례 (circumcision of Jesus)는 예수께서 그가 태어난 후 8일 만에 할례를 받은 예수의 생애에서의 하나의 사건이다. 이것은 유대 율법에 지키는 것이다. 예수의 할례는 기독교 예술에 매우 일반적인 주제가 되었다. 동방 정교회에서는 1월 1일을 할례의 축제의 날로 지킨다. 성공회도 마찬가지이다. 로마 교회는 예수의 거룩한 이름의 축제로 1월 3일에 지킨다.

## 같이 보기
- 예수의 연대